# Mia Green

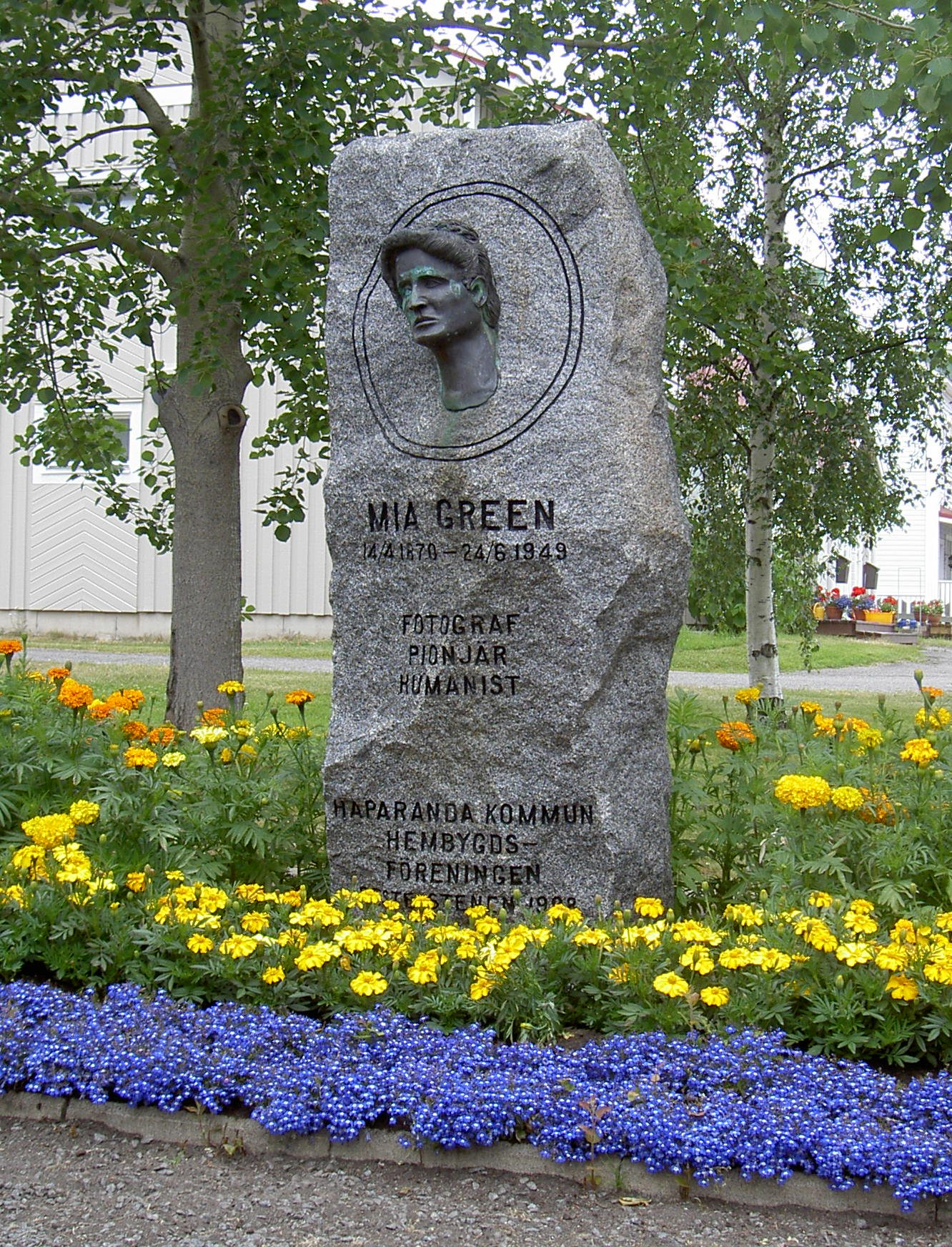
Minnesstenen i Mia Greens park i centrala Haparanda.

Maria Amalia (Mia) Green, född Lundmark 14 april 1870 i Nor, Roslags-Bro i Uppland, död 24 juni 1949 i Haparanda, var en svensk fotograf. Hon är mor till Lennart Green, farmor till Marika Green och farfars mor till Eva Green.

## Biografi
Mia Green flyttade från Skellefteå till Haparanda 1894 och ingick 1898 äktenskap med seminarieläraren Bror  Green. I Haparanda öppnade hon 1895 sin första fotoateljé och senare även filialer i Kemi och på Seskarö. Hon kom under åren att skapa Haparandas mest värdefulla bildsamling. Från 1895 till 1940 dokumenterade hon livet, vardag och fest i fred och krig i Tornedalen. Under första världskriget, 1914–1918, fotograferade Green flyktingar, militärer, krigsinvalider, Röda korsets verksamhet, kungligheter och politiker, men även gulaschbaroner, tullare och smugglare. Ibland sålde hon sina bilder till Stockholmspressen. Hon var hela tiden även verksam som porträttfotograf.

### Samhällsengagemang
Mia Green var även politiskt engagerad i det kommunala livet och deltog i det sociala arbetet. Tack vare henne byggdes det första ålderdomshemmet i Haparanda. Hon verkade också för att få Invalidgraven i värdigt skick.

## Eftermäle
För att hylla henne har Haparanda kommun anlagt en park med hennes namn. Där finns en kopparbyst som avbildar Mia Green av skulptören Lars Stålnacke och som restes 1988.